# Rubén Álvarez-Pedrosa
Rubén Álvarez-Pedrosa (17 de julio de 1989) es un deportista español que compitió en remo. Ganó una medalla de bronce en el Campeonato Europeo de Remo de 2010, en la prueba de dos sin timonel ligero.

## Palmarés internacional
| Campeonato Europeo | Campeonato Europeo          | Campeonato Europeo | Campeonato Europeo     |
| Año                | Lugar                       | Medalla            | Prueba                 |
| ------------------ | --------------------------- | ------------------ | ---------------------- |
| 2010               | Montemor-o-Velho (Portugal) | Medalla de bronce  | Dos sin timonel ligero |